# Arracacia xanthorrhiza
Arracacia xanthorrhiza là một loài thực vật có hoa trong họ Hoa tán. Loài này được Bancr. mô tả khoa học đầu tiên năm 1826.

## Hình ảnh

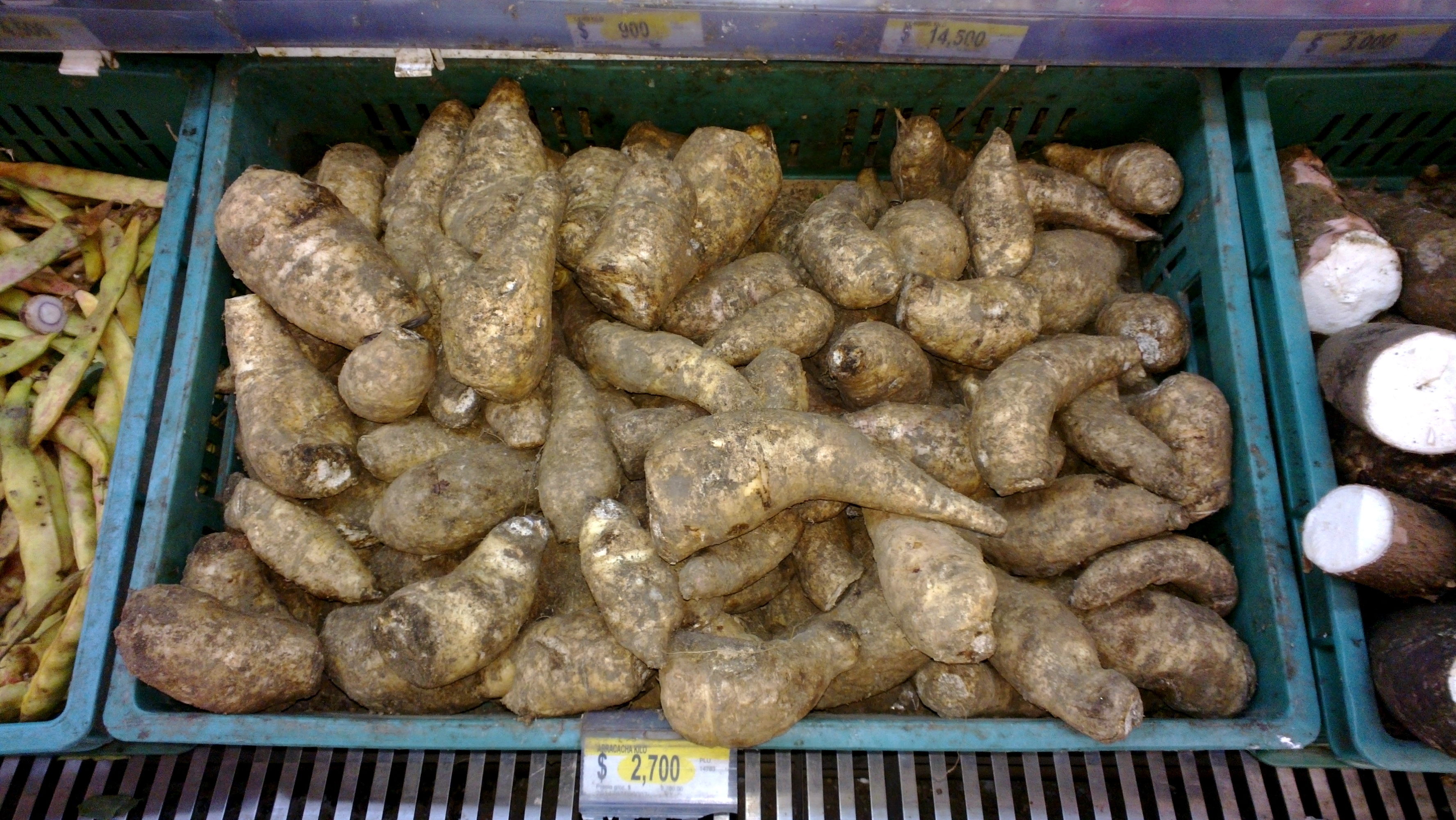
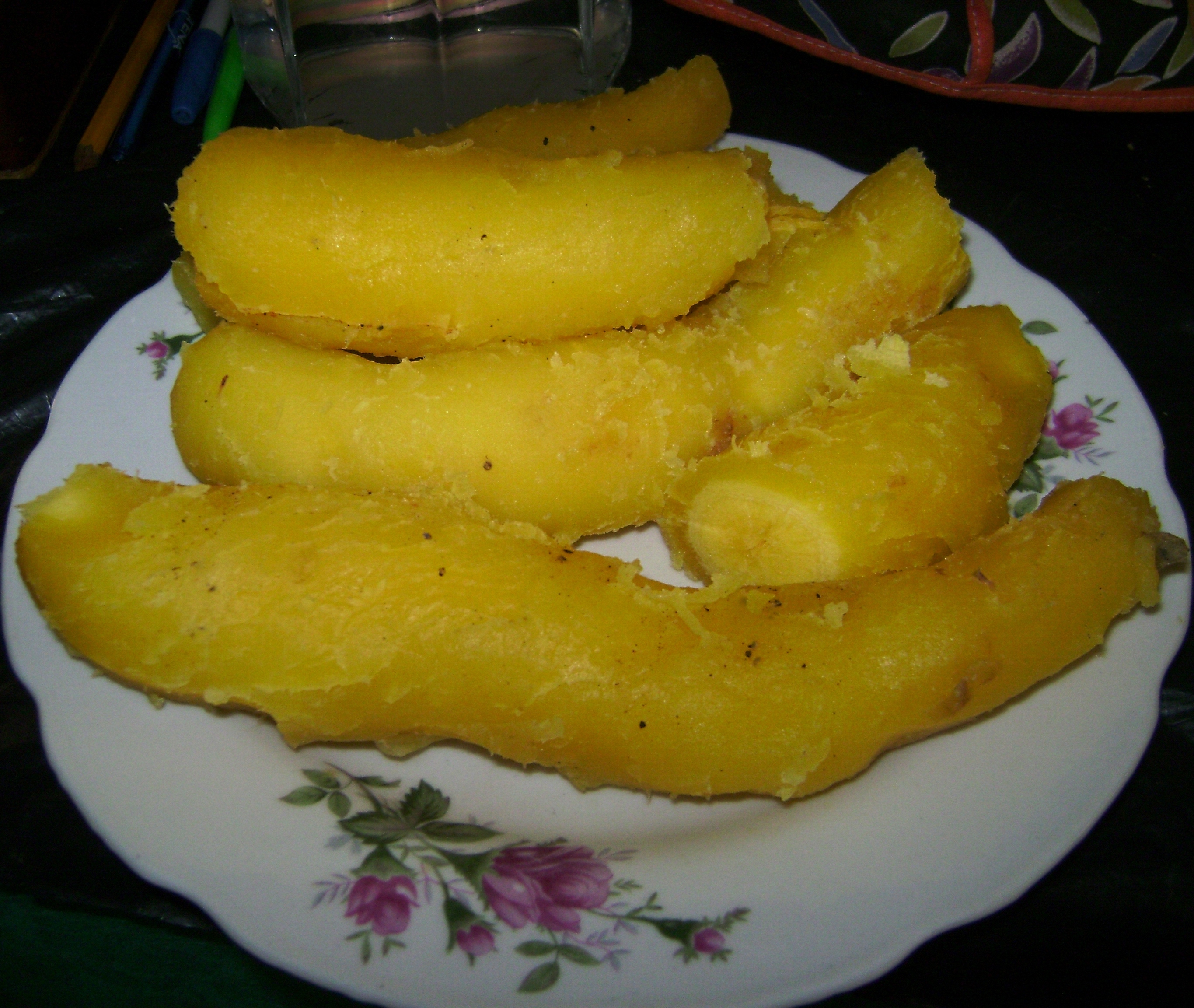
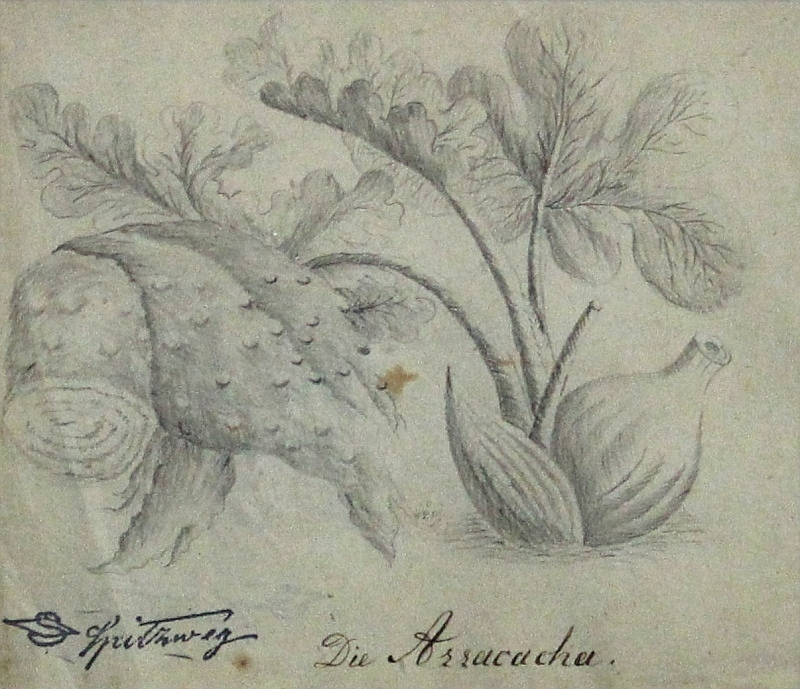